# Tonghwa sa
Tonghwa sa (동화사 Klasztor Rozkwitającego Drzewa Paulownia) – koreański klasztor. Jeden z najważniejszych klasztorów koreańskich.

## Historia klasztoru
Założycielem klasztoru był Kuktal w roku 493. Początkowo nosił on nazwę Yuga sa. W 832 roku został gruntownie przebudowany. Ponieważ drzewo paulowni zaczęło rozkwitać, mimo środka zimy, klasztor zmienił nazwę na Tonghwa. Klasztor znajduje się na południowej stronie góry Palgong.
Był to jeden z najbardziej wpływowych klasztorów w Korei. W czasie panowania dynastii Goryeo był jednym z czterech klasztorów, które przeprowadzały egzaminy do służby cywilnej w państwie dla mnichów. Mimo antybuddyjskiej polityki dynastii Joseon i pozbawieni buddyzmu wszelkich wpływów, klasztor utrzymał swoją pozycję i nawet się rozbudowywał.
W XVIII wieku klasztor przeszedł gruntowną rekonstrukcję, dlatego większość budynków pochodzi z tego okresu. Zapiski wskazują, że klasztor ten był rekonstruowany ośmiokrotnie.
W XX wieku nauczali w nim wybitni mnisi sŏn, tacy jak Hyobong (1888–1966) i Hyanggok (1912–1978), uczeń mistrza sŏn Unbonga.
Klasztor jest parafialną świątynią chogye, który administruje 60 innymi klasztorami.

## Adres klasztoru
- 35 Dohak-dong (1 Donghwasa 1-gil), Dong-gu, Daegu, Korea Południowa

## Galeria

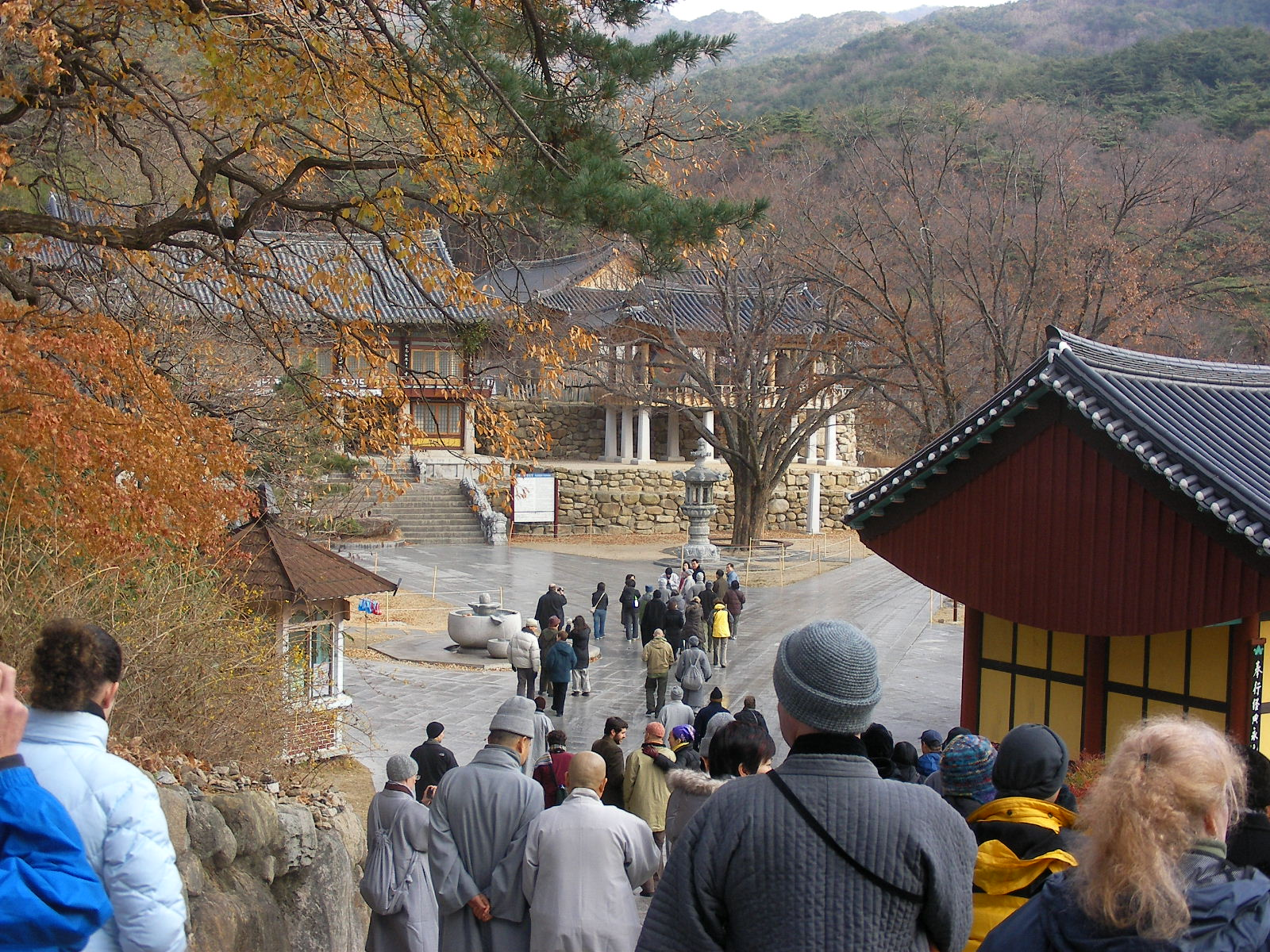
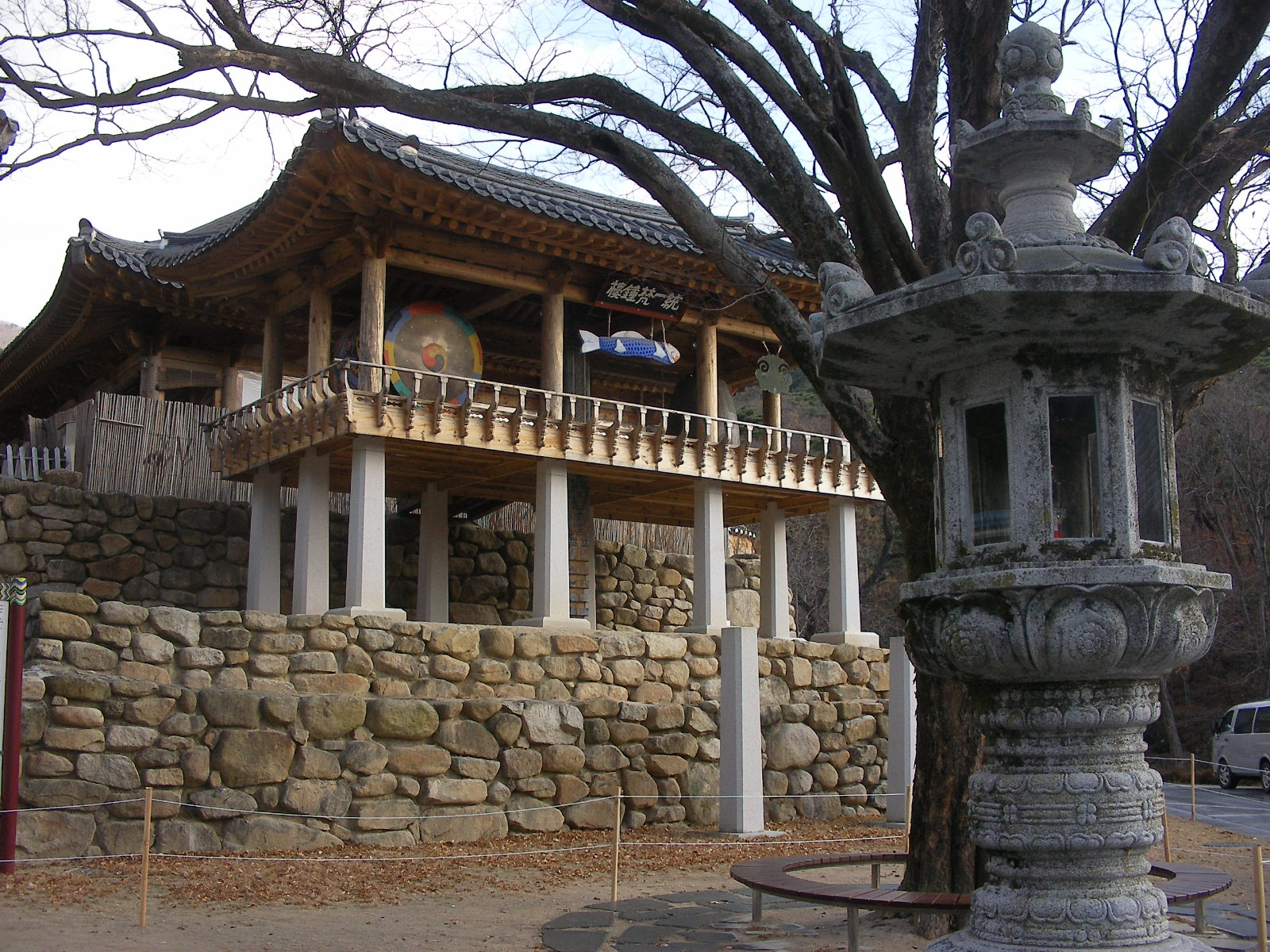
Kamienna latarnia; w tle wieża bębna i dzwonu
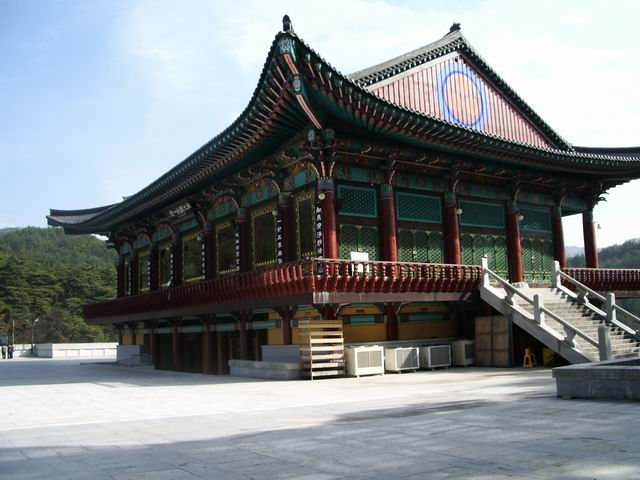
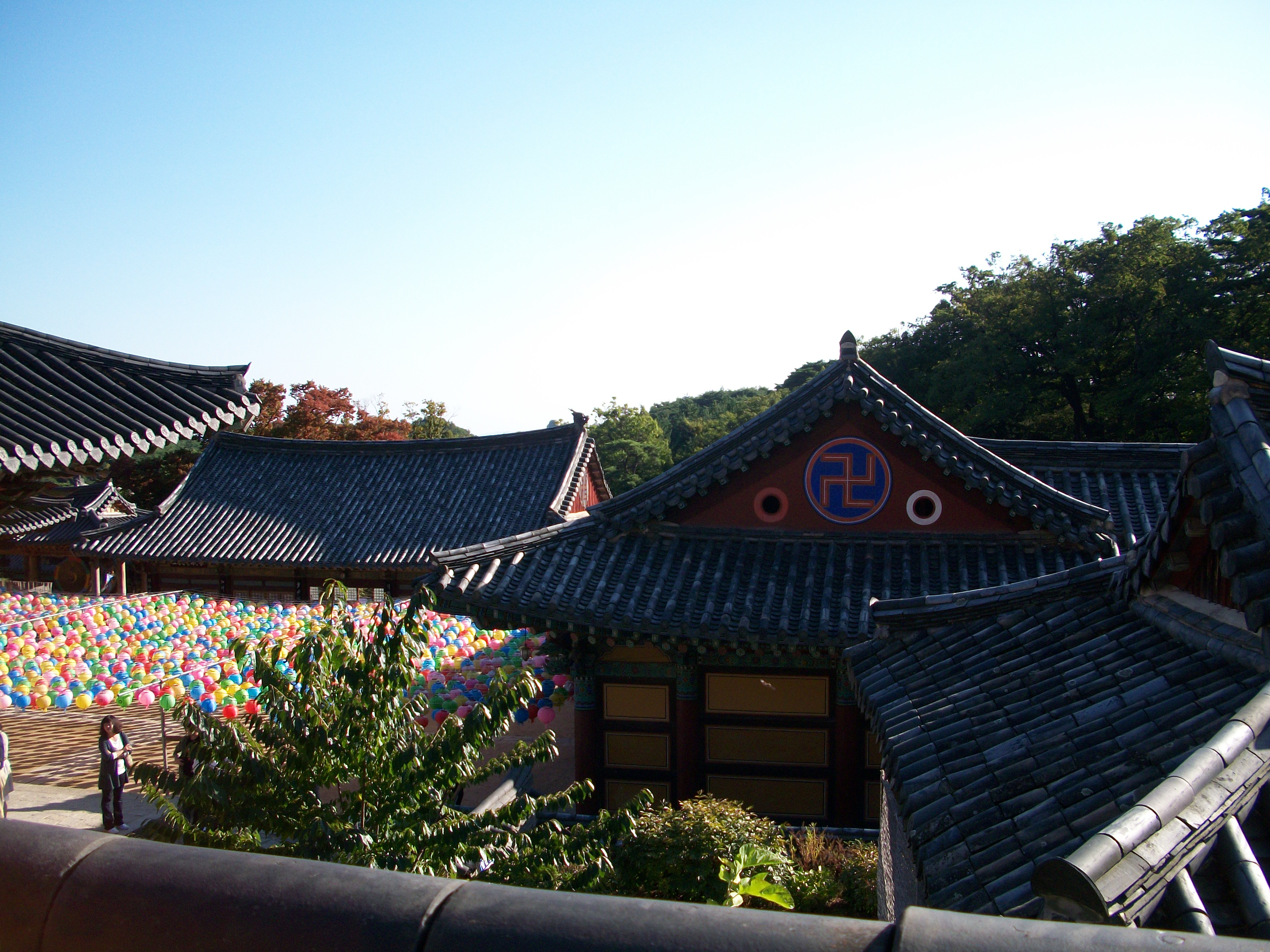
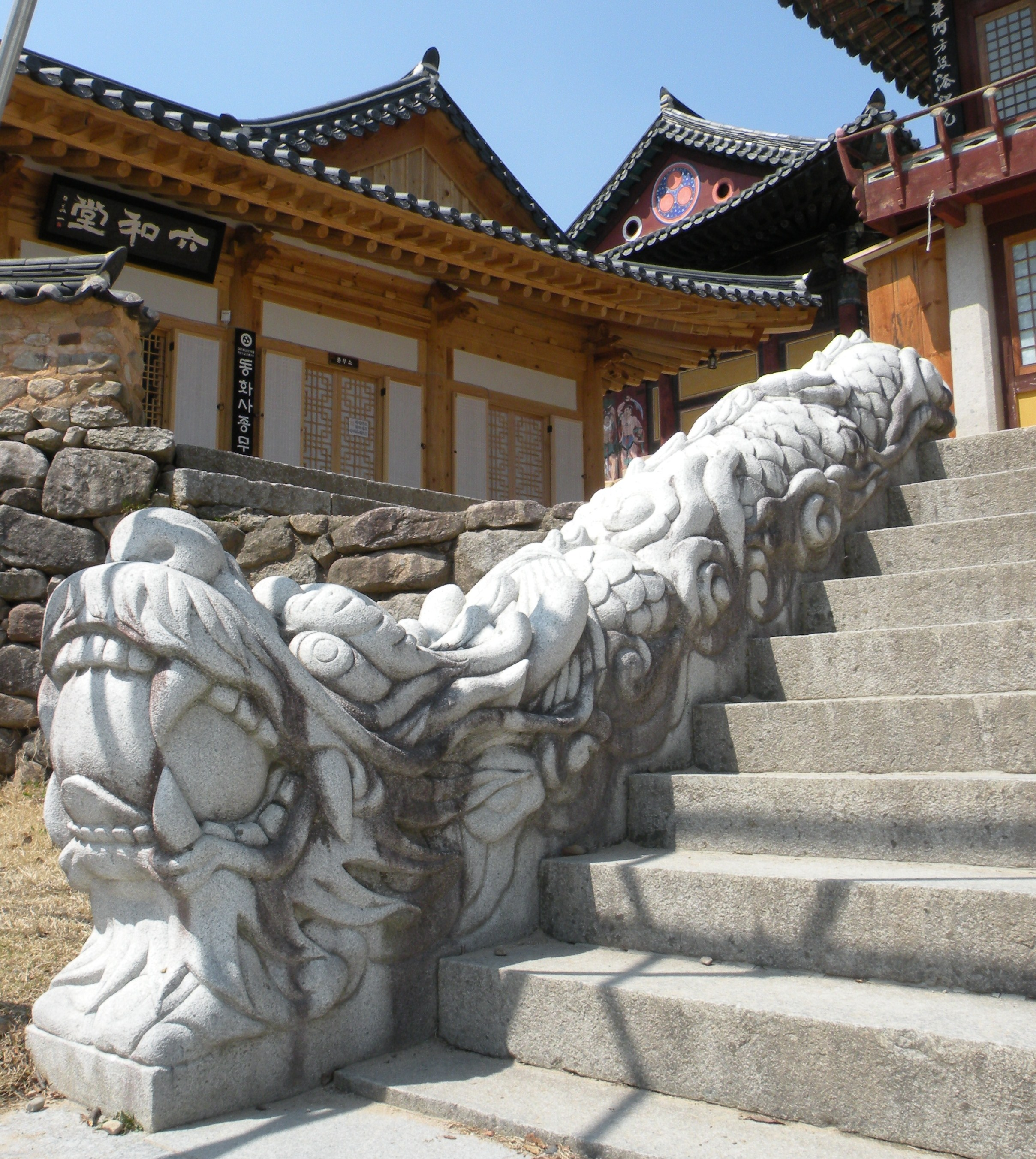
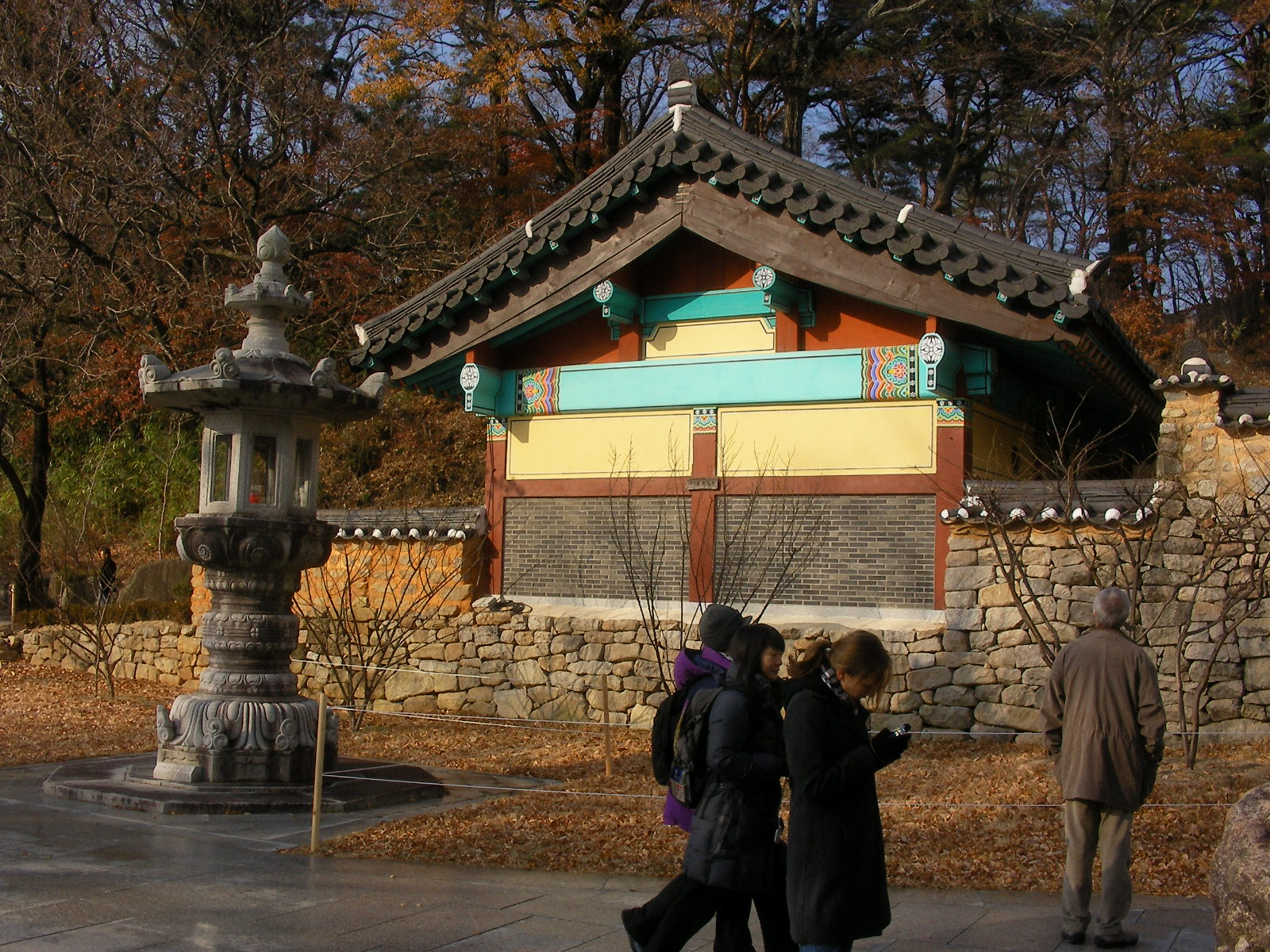
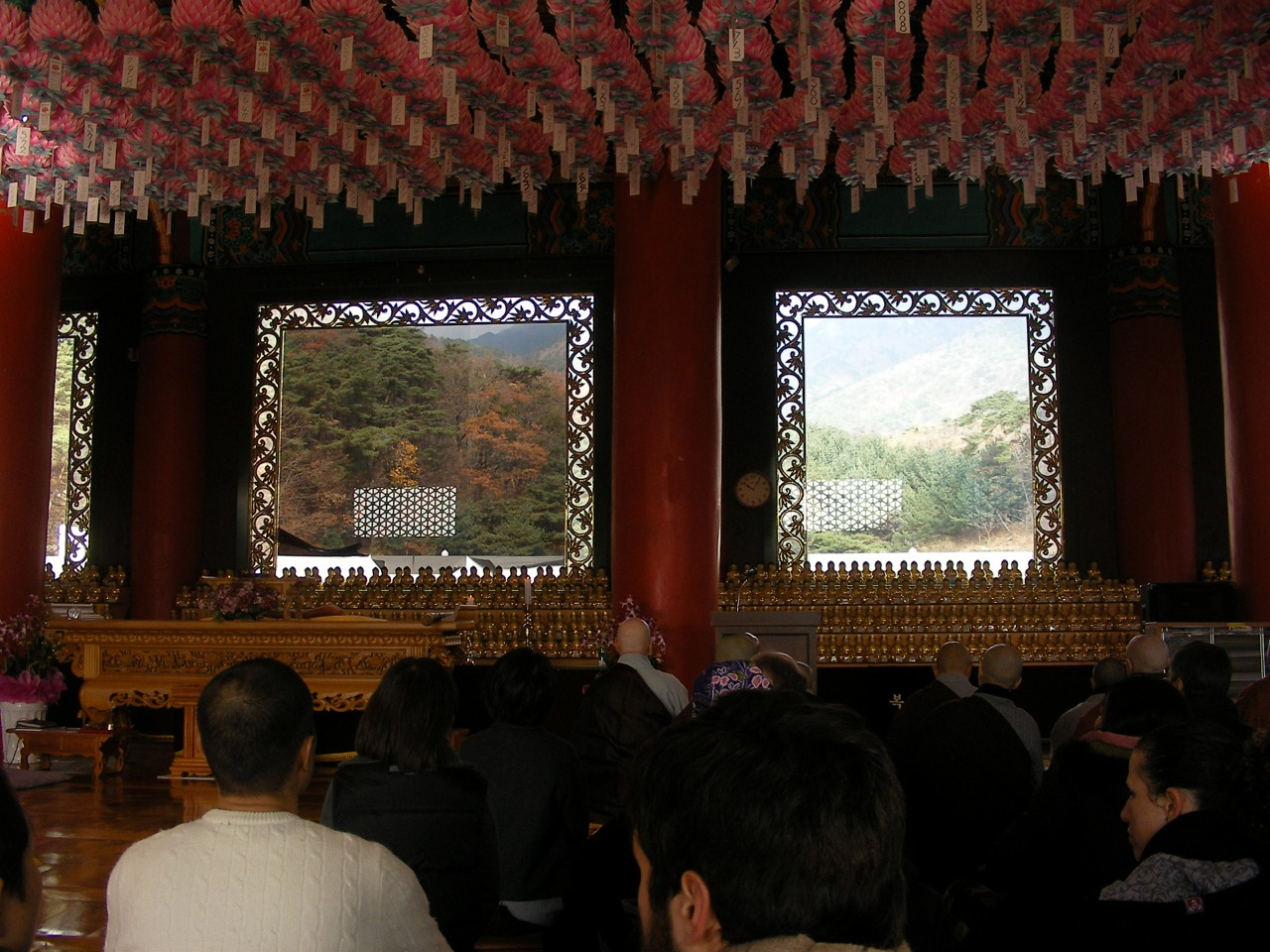
Gmach wykładów Dharmy
Budda widziany przez okno gmachu wykładów Dharmy
Posąg Buddy
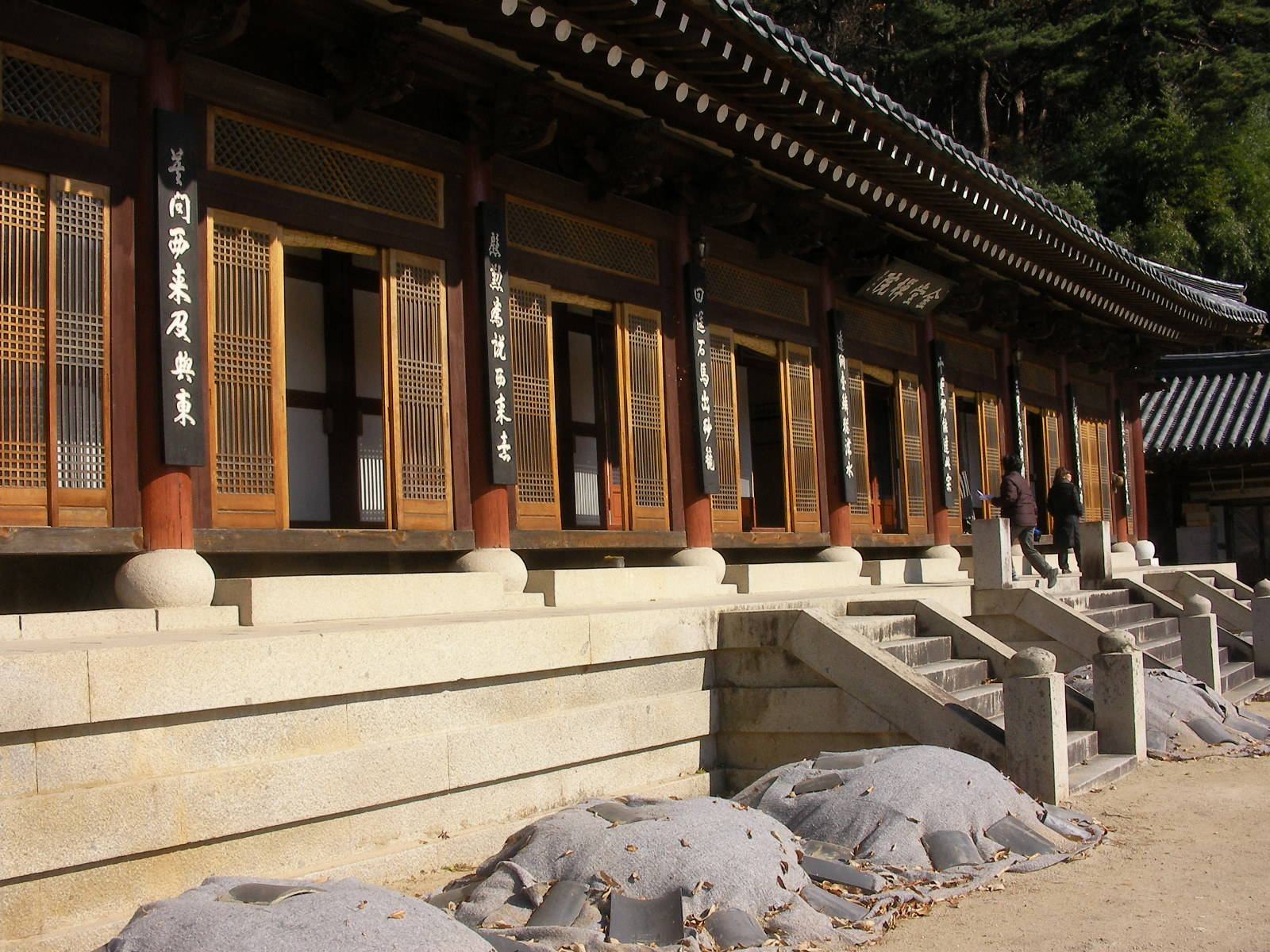
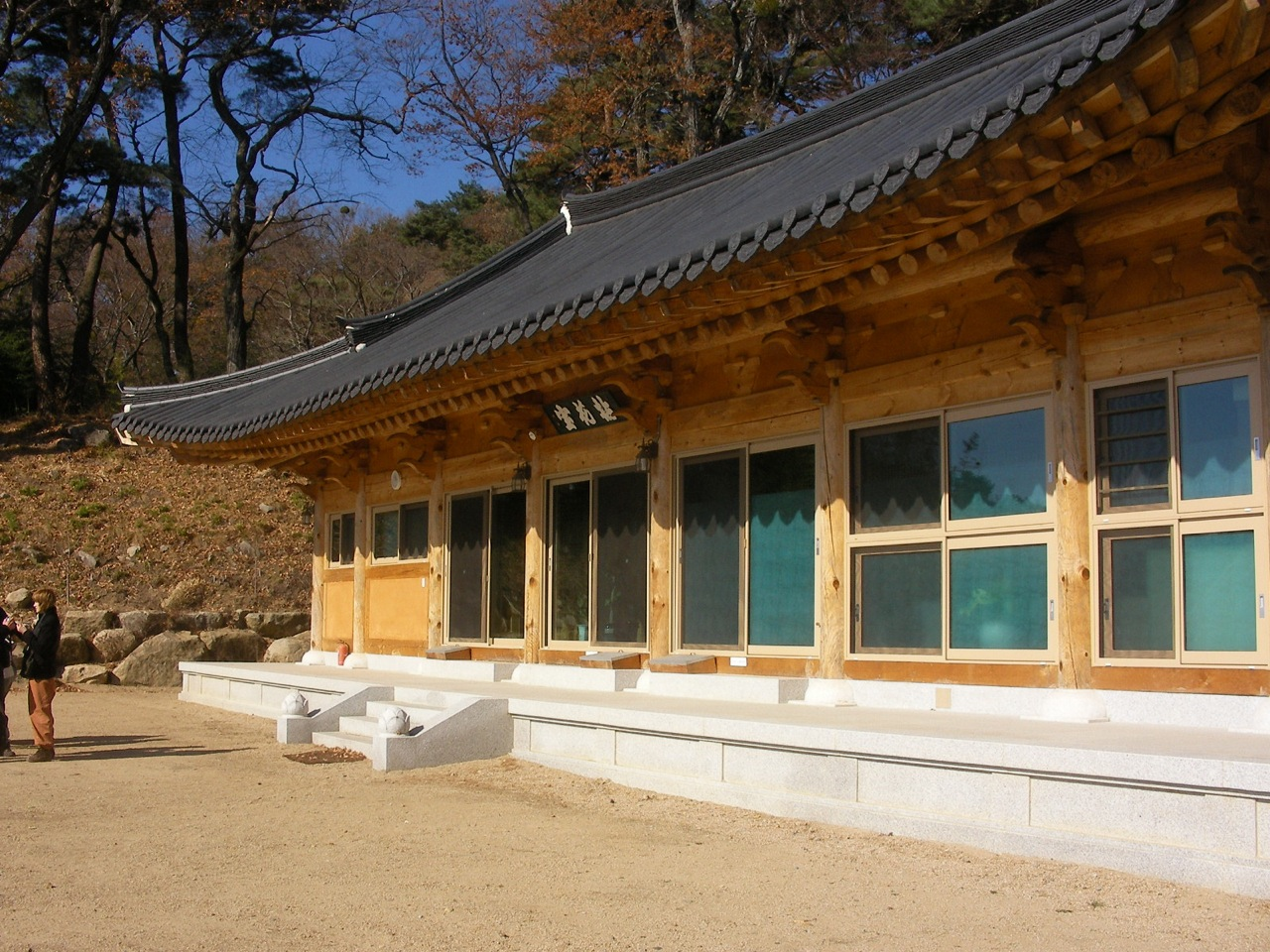
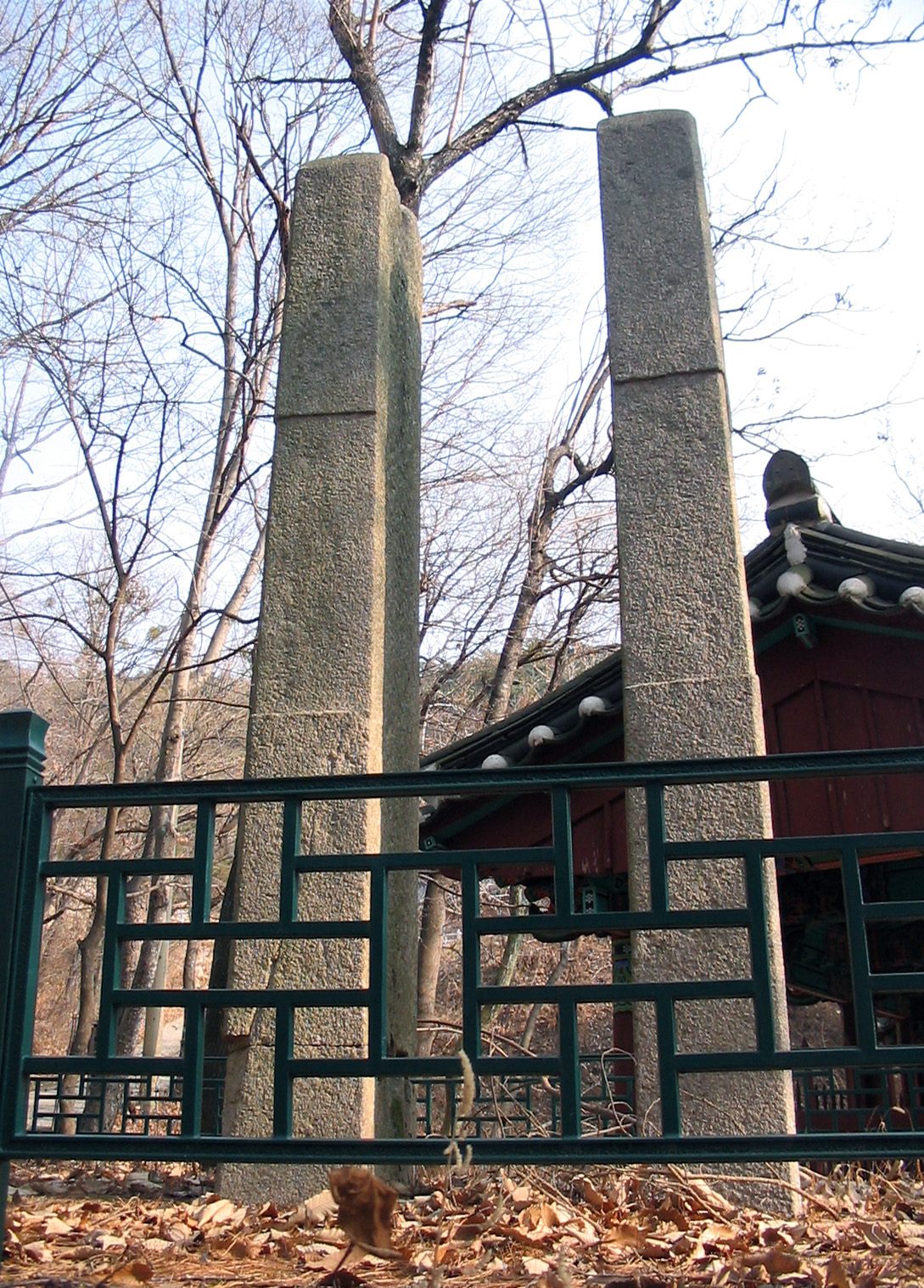
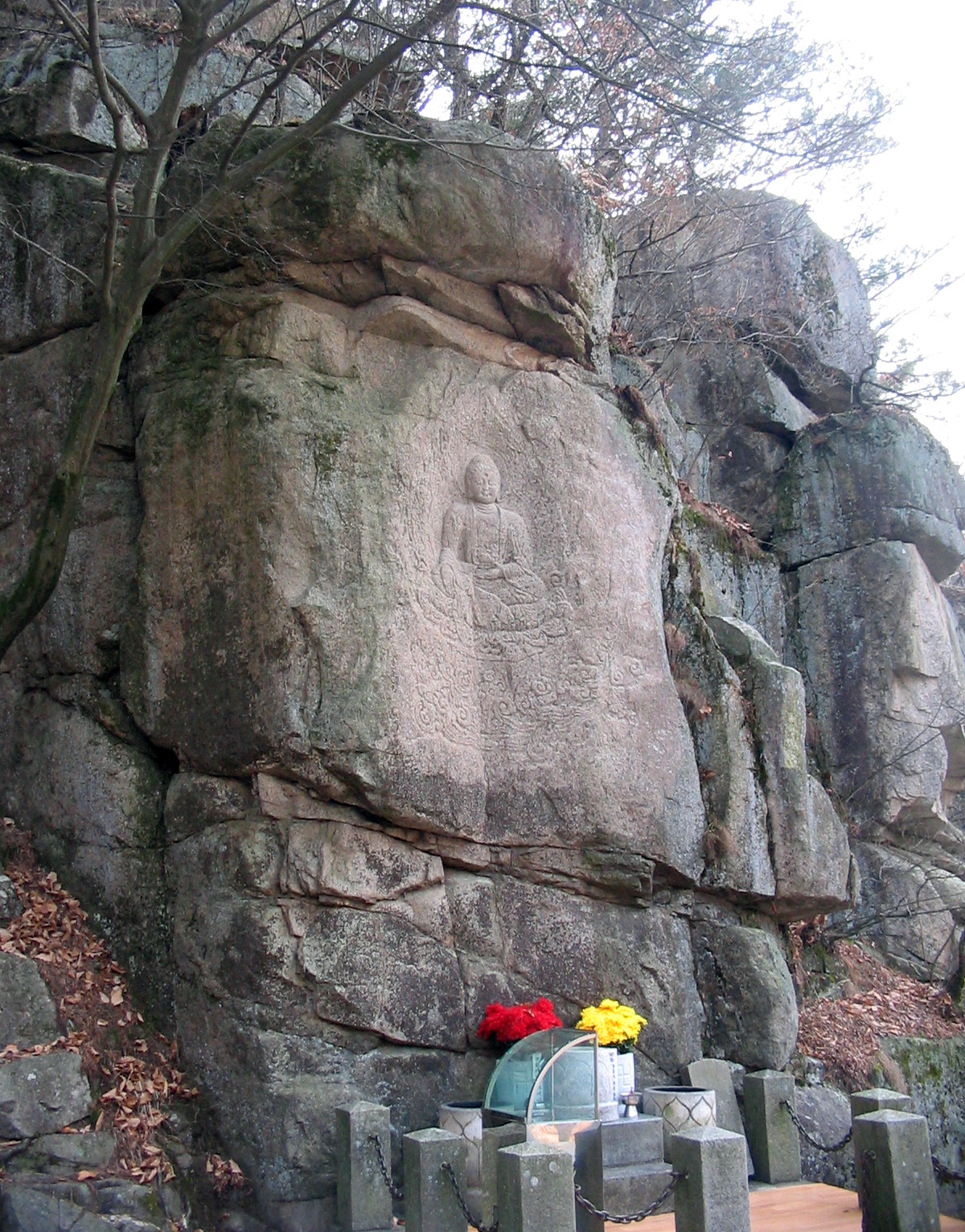
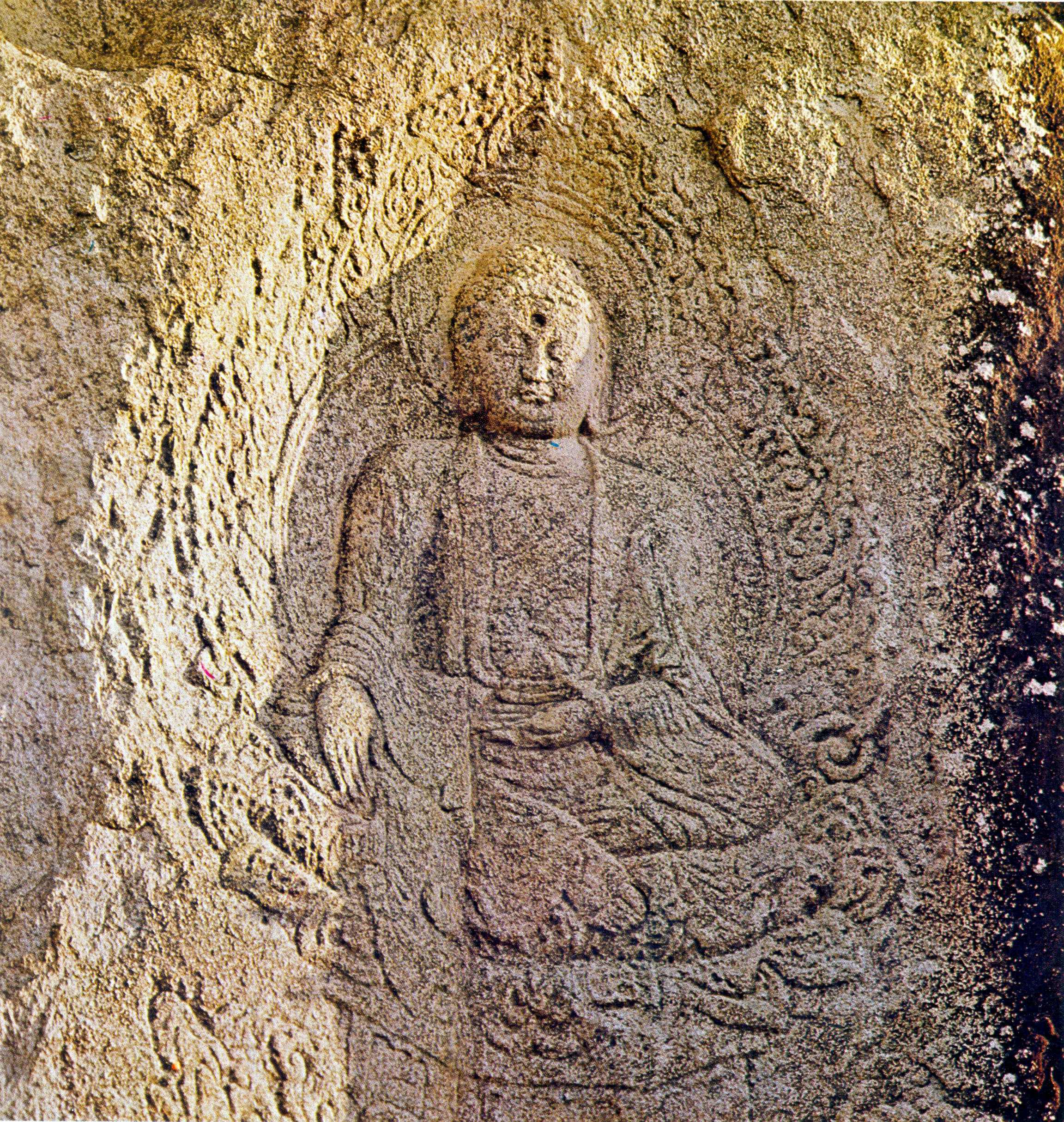
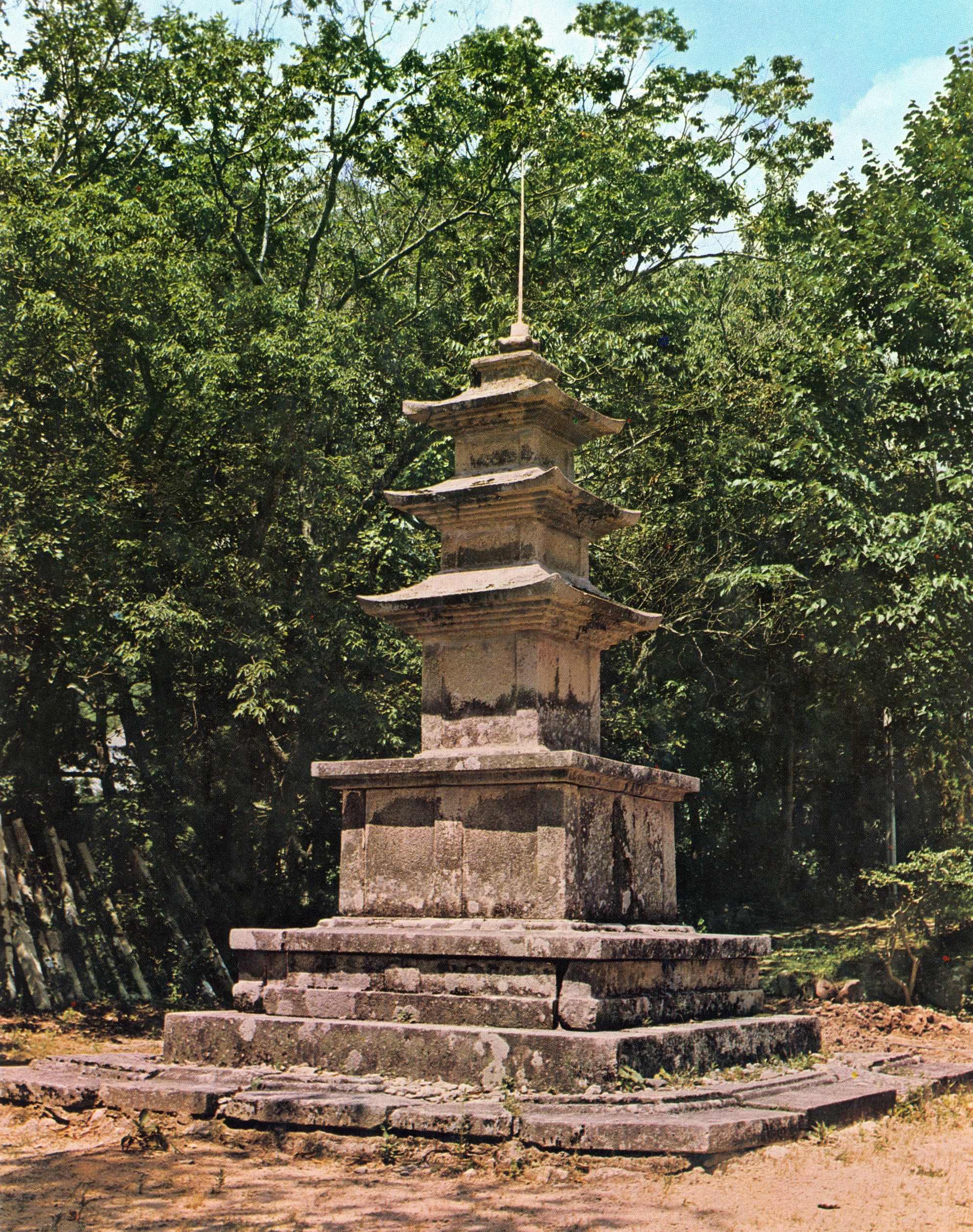
Stupa
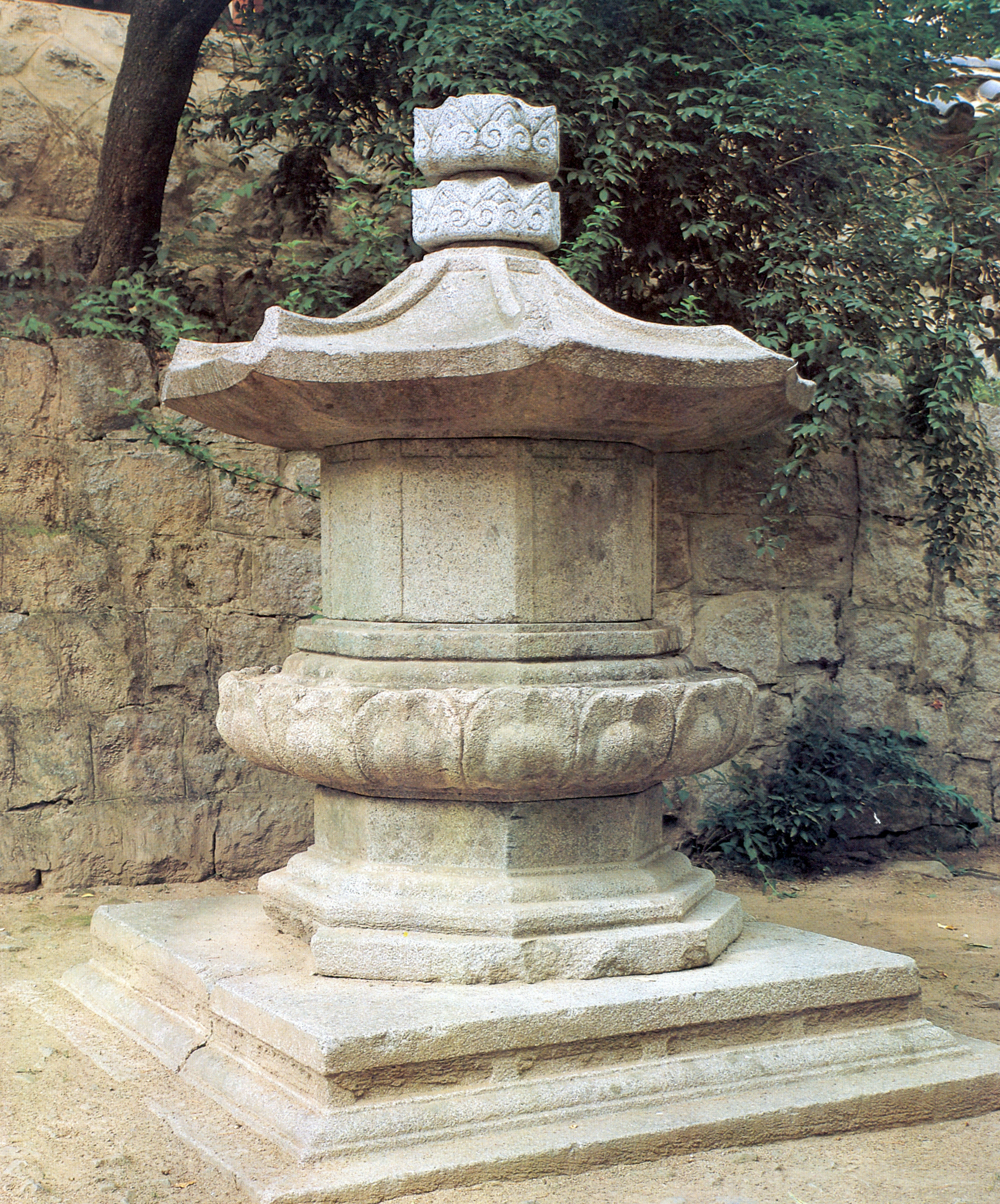
Stupa